# Robert Gumny
Robert Gumny (Poznań, 4 de junio de 1998) es un futbolista internacional polaco que juega de defensa en el Lech Poznań de la Ekstraklasa.

## Trayectoria
Gumny comenzó su carrera deportiva en el Lech Poznań, con el que ganó la Supercopa de Polonia ese mismo año, antes de marcharse cedido al Podbeskidzie Bielsko-Biała.

### Augsburgo
En 2020 se marchó al F. C. Augsburgo de la Bundesliga alemana, equipo con el que debutó en la competición el 26 de octubre frente al Bayer Leverkusen.

## Selección nacional
Fue internacional sub-17, sub-18, sub-19 y sub-21 con la selección de fútbol de Polonia, antes de convertirse en internacional absoluto el 11 de noviembre de 2020, en un partido amistoso frente a la selección de fútbol de Ucrania.

## Clubes
| Club                                | País     | Año       |
| ----------------------------------- | -------- | --------- |
| Lech Poznań                         | Polonia  | 2016-2020 |
| Podbeskidzie Bielsko-Biała (cedido) | Polonia  | 2016-2017 |
| F. C. Augsburgo                     | Alemania | 2020-2025 |
| Lech Poznań                         | Polonia  | 2025-act. |

## Palmarés

### Títulos nacionales
| Título               | Club        | País    | Año  |
| -------------------- | ----------- | ------- | ---- |
| Supercopa de Polonia | Lech Poznań | Polonia | 2016 |